# Syllitus cassiniae
Syllitus cassiniae är en skalbaggsart som beskrevs av Mckeown 1938. Syllitus cassiniae ingår i släktet Syllitus och familjen långhorningar. Inga underarter finns listade i Catalogue of Life.